# Hannah Kudjoe
Hannah Kudjoe, geborene Hannah Dadson (* Dezember 1918 in Busua, britische Kolonie Goldküste; † 9. März 1986 in Accra, Ghana) war eine ghanaische Freiheitsaktivistin und Widerstandskämpferin. Sie gehörte zu den bekanntesten Nationalistinnen in der ghanaischen Freiheitsbewegung und war zeitweise Verantwortliche für Nationale Propaganda der Convention People’s Party (CPP).

## Leben
Hanna Dadson wurde im Dezember 1918 in Busua, im westlichen Teil der damaligen britischen Kronkolonie Goldküste (heute Ghana) als das jüngste von zehn Kindern geboren. Nach Abschluss der Schullaufbahn, arbeitete sie als Damenschneiderin in Tarkwa, wo sie später auch ihren späteren Ehemann J. C. Kudjoe heiratete, der eine Goldmine bei Tarkware verwaltete. Die Ehe hielt jedoch nicht lange, sodass sie beschloss, zu ihrem Bruder E. K. Dadson zu ziehen, der sich aktiv bei der United Gold Coast Convention (UGGC) engagierte. Im Juni 1947 weilte Kwame Nkrumah bei den Geschwistern und überredete Hannah Kudjoe, sich der Freiheitsbewegung anzuschließen.
Nachdem sie Nkrumah kennengelernt hatte, engagierte sie sich aktiv für die UGCC. Nachdem im März 1948 die britische Kolonialmacht die sog. „Big Six“ verhaftet hatte, sammelte Kudjoe Spenden und warb aktiv um ihre Freilassung. Innerhalb der UGCC war sie vor allem im Ausschuss für Jugendarbeit aktiv. Nach der Spaltung der UGCC – bei der Entscheidung war Kudjoe als einzige Frau anwesend – folgte sie den Anhängern der neugegründeten Convention People’s Party (CPP).
Im Rahmen der CPP engagierte sich Kudjoe besonders bei der sog. „Positive Action“-Kampagne. Die Kampagne bestand vornehmlich aus zahlreichen Protesten und politischen Streiks, um eine Unabhängigkeit der Goldküste zu erkämpfen. Kudjoe wurde daraufhin zur Verantwortlichen für Nationale Propaganda (engl.: National Propaganda Secretary) und galt als gut vernetzte und gut mobilisierende Aktivistin der Partei.
Nach der Unabhängigkeit der Goldküste 1957 (und ihre Umbenennung in Ghana) gründete Kudjoe im gleichen Jahr die All-African Women’s League, die sich später in Ghana Women’s League umbenannte. Im Rahmen ihrer Arbeit für die Women’s League stritt Kudjoe für mehr Kinderkrippen und Kindergärten und warb Lehrer und Erzieher für diese Einrichtungen an. Auch engagierte sie sich für eine „Anti-Nacktheits-Kampagne“ in Nordghana, die darin bestand, gespendete Kleidung an Frauen zu verteilen, sowie für bessere Hygiene in ländlichen Gebieten. Kudjoe war vornehmlich unabhängig von der CPP-Regierung tätig, was zu einem Unwohlen ihr gegenüber führte, sodass sie ihr Engagement nach und nach reduzierte.
Kudjoe starb am 9. März 1986 im Alter von 68 Jahren in der ghanaischen Hauptstadt Accra. Die Trauerfeier fand am 6. Juli 1986 in der Calvary Methodist Church in Accra statt.